# Safar al-Hawalí
Safar al-Hawalí (Arabsky سفر بن عبدالرحمن الحوالي, nar. 1950) je saúdskoarabský islamistický teolog a politik žijící v Mekce.
Narodil se roku 1950 v městečku Hawala, které je situováno v chudém a hornatém kraji Asíru, a patří ke kmeni Ghamdí. Islámskou teologii studoval v Mekce na univerzitě Umm al-Qurá, kde roku 1986 složil závěrečnou státní zkoušku po obhajobě diplomové práce zaměřené proti laickosti, jejímž vedoucím byl známý radikální islamista Muhammad Qutb.
Safar al-Hawalí se stal jednou z hlavních postav „sahwy“, proudu islamismu spojujícího qutbistický směr s wahhábismem. Po roce 1985 se zřídil takzvanou „nedělní školu“, ve které kázal každou neděli po odpolední modlitbě. Jeho kázání se v islamistických kruzích šířila i na audiokazetách. Radikálně kritizoval saúdský režim, podle jeho názoru málo muslimského, a byl v devadesátých letech za nabádání ke vzpouře na čas uvězněn.
Na Západě je Hawalí znám jako podporovatel a podněcovatel islamistického terorismu a oblíbenec Usámy bin Ládina. Ve svých fatwách al-Hawalí schvaloval i teroristické útoky z 11. září 2001.